# 로빈 후드

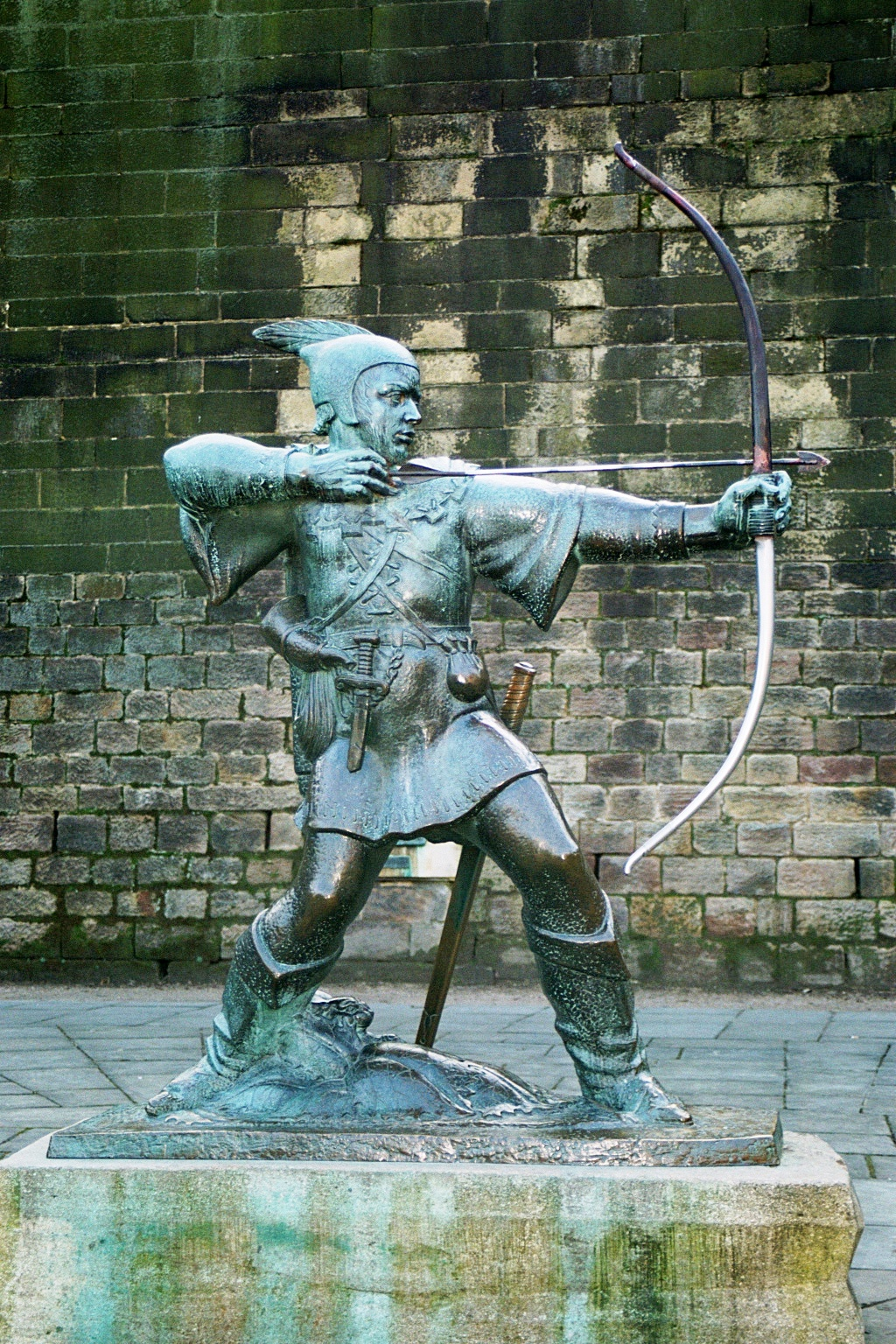
노팅엄의 로빈 후드 상

로빈 후드(영어: Robin Hood)는 여러 잉글랜드 민담에 등장하는 가공의 인물이다. 민담에서 로빈 후드는 60여명의 호걸들과 함께 불의한 권력에 맞서고 "부자들을 약탈하여 가난한 이를 돕는" 의적으로 그려진다. 초기 민담에서 로빈 후드는 평민의 신분으로 등장하나 후기에는 종종 헌팅턴 백작으로 표현되기도 한다. 로빈 후드의 이야기는 소설, 영화, 만화, 애니메이션 등의 소재가 되었다.

## 개요
대중 문화에서 로빈 후드는 노팅엄셔의 셔우드 숲에서 무리와 함께 사는 것으로 묘사된다. 로빈 후드를 다룬 초기 발라드에서는 로빈 후드와 호걸들이 셔우드 숲과 노팅엄셔에서 활약한다. 15세기의 초기 발라드역시 "로빈 후드는 셔우드 숲에 산다네"로 시작하고 있다. 그러나 후기 작품들에서 로빈 후드는 노팅엄셔에 이웃한 요크셔나 남요크셔의 브란스데일에서 활약한 것으로 그려진다. 16세기에 들어서면 로빈 후드의 고향이 록스레이(오늘날의 스테닝턴)이라는 이야기가 널리 퍼진다. 1422년 요크셔의 로빈 후드 우물에서 호걸들이 결사하였다는 것이다.

## 초기 기록
로빈 후드의 이야기가 언제부터 전해 내려왔는지는 알려진 바가 없다. 그러나, 이미 1228년부터 "로빈후드"(Robinhood), "로버호드"(Robehod), "호버호드"(Hobbehod)와 같은 이름들이 잉글랜드에서 산발적으로 전해오기 시작하였다. 13세기에 들어선 1261년에서 1300년사이의 기간에 버크셔 북부와 요크셔 남부에서 "라번호드"(Rabunhod)와 관련된 최소 8개 이상의 문헌이 기록되었다.
로빈 후드라는 이름은 중세 기간 내내 무법자의 대명사로 통했다. 1439년 잉글랜드 의회에 올라온 탄원서에서 로빈 후드의 이름이 대표적 부랑자로 표현되기도 하였다. 더비셔 에스턴의 대표자 피어즈 베너블즈는 탄원서에서 "마치 로빈 후드와 그 일당들처럼 많은 사람들이 일정한 거주도 없이 무리를 지어 숲에 들어가 노략질을 일삼고 있다"고 표현하였다. 로빈 후드의 이름은 가이 포크스 사건에서 다시 선동과 반란의 대명사로 등장한다.
문학 속에서 로빈 후드에 대한 언급은 이미 윌리엄 랭글랜드의 으마니처럼 유창하게 주기도문을 외울 수는 없지만 / 로빈 후드 이야기라면 잘 알지"라고 쓰고 있다.
1420년 윈턴의 앤드류는 1283년 이래 전해 내려오던 로빈후드의 일대기를 엮어냈다. 다음은 그의 일대기 속에 나오는 중세 영어로 된 시이다.
| Lytil Jhon and Robyne Hude Wayth-men ware commendyd gude In Yngil-wode and Barnysdale Thai oysyd all this tyme thare trawale | 리틀 존과 로빈 후드 단 짝 길 동무 잉길 숲과 바른데일에서 언제나 죽이 잘 맞지. |

이 로빈 후드의 이야기는 1377-84년경 포던의 존이 《스코틀랜드 연대기》에서 서술되었고 1440년 월터 바우어에 의해 다시 수록되었다. 바우어는 레스터의 백작 시몬 드 몽푀르에 맞서 싸운 로빈 후드에 대한 기록을 남겼다. 이는 아마도 실존 인물이었던 로거 갓버드의 행적을 바탕으로 한 것으로 추정된다.
| “ | 1266년 로빈 후드라는 살인자가 리틀 존 및 여러 무리들과 함께 활보하였다. 이들은 아직까지도 시정잡배들의 희극과 비극 같은 연극이나 발라드, 민요 속에서 널리 알려져 있다. | ” |
|   | — 바우어 |   |

위 인용문에서 살인자라는 문구는 바우어가 라틴어 시카리우스(siccarius)를 영어로 번역한 것이다. 시카리우스는 칼을 뜻하기도 한다. 바우어는 다음과 같은 이야기를 남겼다. "로빈 후드가 숲에서 미사를 드리고 있었다. 적들이 나타났지만 경건한 로빈 후드는 도망가지 않았다. 그러나, 위기에 처한 로빈 후드는 극적인 승리를 거둔다."
2009년 줄리앙 룩스포드는 이튼 칼리지에서 1460년경에 한 수도승이 기록한 연대기의 여백에서 다음과 같이 라틴어로 쓰인 기록을 발견했다.
| “ | 최근 백성들의 이야기에 따르면 셔우드 숲과 같이 잉글랜드의 법이 미치지 못하는 곳에서 로빈 후드라 불리는 무법자가 무리를 이끌고 도둑질을 하며 살고 있다고 한다. | ” |
|   | — 룩스포드 |   |

16세기 말에 쓰여진 윌리엄 셰익스피어의 초기 희곡《베로나의 두 신사》에서도 로빈 후드가 언급된다. 등장 인물 발렌타인은 밀라노에서 추방된 뒤 숲으로 달아나 무법자 무리를 만난다. 무법자들은 발렌타인을 두목으로 삼으며 "로빈 후드의 벗겨진 머리가죽을 걸고 말하건데, 이 분이 우리 패거리의 왕이다."라고 선언한다. 이들은 자신들이 로빈 후드 이야기와 같다고 말한 것이다.
17세기 잉글랜드의 학자 토머스 게일(1635년경 -1702년)은 자신이 살던 시기보다 4백년 전에 있었던 로빈 후드의 죽음에 대해 기록하고 있다.
| “ | 로빈 후드는 1247년 11월 18일 릿슨에서 87세의 나이로 사망였다. 그러나 요크 교구장의 기록에 따르면 그는 이 보다 한 달 뒤에 사망하였다고 한다. 또한 이 낡은 기록은 다른 귀족이 그 지위에 있었음에도 로빈 후드가 헌팅턴의 백작임을 열렬히 주장하고 있다. | ” |
|   | — 토머스 게일 |   |

| Hear undernead dis laitl stean Lais Robert Earl of Huntingun Near arcir der as hie sa geud An pipl kauld im Robin Heud Sic utlaws as hi an is men Vil England nivr si agen. Obiit 24 Kal Dekembris 1247 | 여기 고이 잠든 이는 헌팅던 백작 로버트 친구들의 옆자리에 누웠네 사람들은 그를 로빈 후드라 불렀고 무법자들과 함께였으나 잉글랜드에서 다시는 그를 볼 수 없으리 1247년 칼 데켐브리스 |

이 기록에는 로빈 후드가 숨진 곳이 커클리 홀이라 적혀 있다. 그러나 토머스 게일 시기에는 이미 로빈 후드 이야기에 수많은 변형이 만들어져 있었고 대부분은 지어낸 이야기였다. 또한, 그가 제시하는 낡은 기록 역시 진위가 분명하지 않다. 중세시기부터 로빈 후드는 이미 역사 보다는 문학의 영역으로 치부되었다. 1412년경부터 불려온 작자 미상의 노래에서 중세인들이 로빈 후드를 어떻게 여겼는지 알 수 있다.
| He that made this songe full good, Came of the northe and the sothern blode, And somewhat kyne to Robert Hoad | 그는 정말 좋은 노래를 지었지 동에 번쩍 서에 번쩍 로빈 후드 같이 |

## 원전

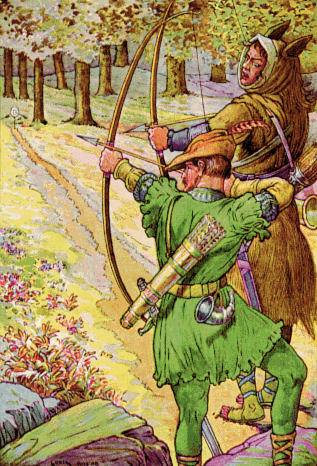
가이 경을 겨냥하는 로빈 후드, 루이스 리드의 1912년 작품

로빈 후드 이야기는 몇 종류의 신화와 민담이 배경이 되고 있다. 예를 들어 로빈 후드의 동료들 중 하나로 여겨지는 퍽(Puck)은 페어리와 밀접한 관련이 있다. 로빈 후드 이야기에 민담적인 요소가 포함되는 것은 비교적 후기에 일어났다. 영국의 중세사 학자인 마우리스 킨은 로빈 후드 이야기의 상당 부분이 신화를 기원으로 하고 있었으나 점차 신화적 요소가 사라졌다고 비평한 바 있다. 로빈 후드의 뛰어난 궁술, 검술, 변장술과 같은 요소는 다른 민담과 비교할 때 그다지 과장이 심한 편은 아니다. 16세기 영국의 무법자인 킨몬트 윌리 암스트롱과 관련한 발라드 등에서도 이러한 요소를 발견할 수 있다. 로빈 후드와 동료들은 잉글랜드 고대의 다신교적인 풍습을 암시하기도 한다. 그러나 이러한 요소는 15세기 무렵 축소되었다.
한편, 로빈 후드와 마리안의 이야기는 13세기 프랑스 문학에서 영향을 받은 것으로 보인다. 13세기 프랑스에서는 음악과 함께 한 쌍의 남녀를 주인공으로 내세운 시를 낭송하는 파스투렐(프랑스어: Pastourelle)가 유행했는데 1280년경 로빈과 마리안이라는 제목의 파스투렐이 제작되었다.
로빈 후드 이야기는 실제 있었던 많은 무법자들의 이야기들로부터 영향을 받았다. 무법자 히어워드, 수도승 유스티스, 풀크 피츠워린, 윌리엄 월리스 와 같은 인물들이 로빈 후드 이야기의 소재가 되었다. 히어워드는 "로빈 후드와 포터" 이야기에 많은 영향을 주었다. 이 이야기에 등장하는 포터는 히어워드를 모델로 한 것이다. 수도승 유스티스를 모델로 한 이야기로는 "로빈후드와 수도승"이 있다.
실제 로빈 후드가 누구였는지에 대해 수많은 연구가 있어왔으나 확실한 결론을 낼 수는 없었다. 중세 시기인 13세기 무렵 잉글랜드에서 "로버트"나 "로빈"이라는 이름은 아주 흔했다. 두건을 뜻하는 "후드"라는 성 역시 적잖이 있었기 때문에 당시 기록에는 "로버트 후드"나 "로빈 후드"라는 이름을 가진 사람들이 심심찮게 등장한다. 그들 중에는 당연히 범법자로서 기록된 사람도 있으나 이것으로 전설에 부합된다고 판단할 수는 없다. 로빈 후드 이야기를 다루는 초기 발라드에는 국왕의 이름으로 "에드워드"를 언급하고 있으나 자세한 내용은 아니어서 그리 도움이 되지 않는다. 그러나 로빈후드와 관련한 다른 기록들을 참조할 때 "에드워드" 왕은 1272년 즉위한 에드워드 1세에서부터 1377년 사망한 에드워드 3세 중 한 명이라고 생각할 수 있다. 만약 그렇다면 실제 로빈 후드는 1262년 버크셔에서 무법자로 기록된 "로버호드"(Robehod)일 수도 있다. 이 주장은 로빈 후드 이야기가 왜 13세기 중반 이후에야 퍼지기 시작했으며 주인공의 이름이 로빈 후드인지를 설명해 준다. 로빈 후드라는 이름은 오랫동안 도둑의 다른 이름이었다. 한편, 1911년 판 브리테니커 백과사전에서는 로빈 후드라는 이름이 로빈 우드가 변한 말이라 설명하고 있다. 16세기에서 17세기에 걸쳐 로빈 후드는 로빈 우드(Wood), 로빈 후드(Whood), 로빈 호드(Whod) 등으로 불려왔다는 것이 그 증거로 제시되어 있다.
로빈 후드가 누구인지에 대해 잘 알려진 이야기는 1852년 박물학자 조세프 헌터가 주장한 것이다. 그는 로빈후드가 에드워드 2세의 선봉대로서 1322년 버러프브리지 전투에 참가하여 랭커스터 백작과 싸웠다고 주장하였다. 헌터의 주장은 널리 알려졌으나 그리 신빙성이 있는 것은 아니다.
로빈 후드 이야기의 배경이 되는 1260년대에 실존하였던 로거 갓버드가 로빈 후드의 실존 모델이라는 주장도 있다. 로거 갓버드는 제 6대 렝커스터 백작 시몽 드 몽포르의 숙적이었다. 실제 갓버드의 행적은 로빈 후드 이야기와 유사한 점이 많다. 중세사학자 존 메디코트는 갓버드를 "초창기 로빈 후드"라 평했다. 그러나 이 주장역시 약점이 있는데, 갓버드가 로빈 후드라 불렸다는 증거가 없고 초기 로빈 후드 발라드 역시 랭커스터 백작의 반란을 언급하지 않는다는 것이다.
또다른 널리 알려진 주장으로는 역사가 L.V.D 오웬이 1936년에 발표한 주장이 있다. J.V. 홀트와 같은 중세사가들이 받아들인 이 의견은 1226년부터 1234년 사이에 기록된 요크셔의 파이프 롤에 등장하는 로버트 호드가 로빈 후드라는 것이다. 그러나 이 기록에 등장하는 로버트 호드가 무법자였다거나 산적이었다는 증거는 없다.

## 발라드와 민담

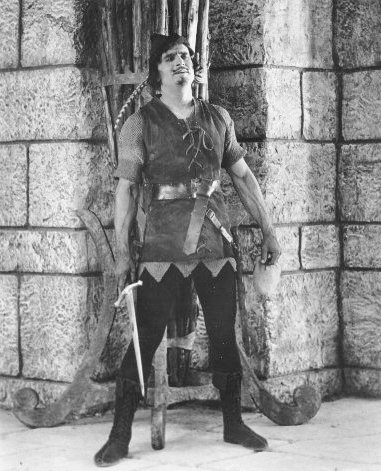
로빈 후드를 연기하는 더글러스 페어뱅크스

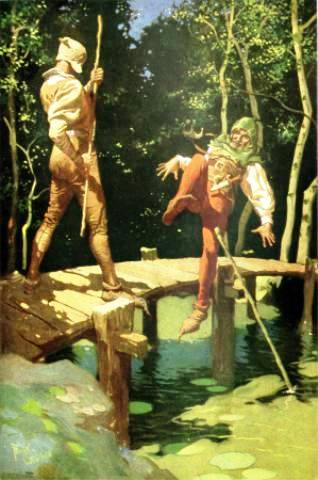
리틀 존과 대결하는 로빈 후드, 프랭크 고드윈의 작품

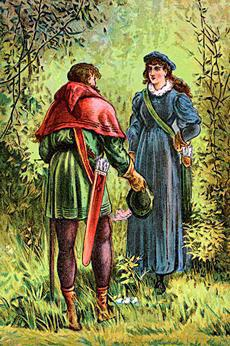
로빈 후드와 마리안

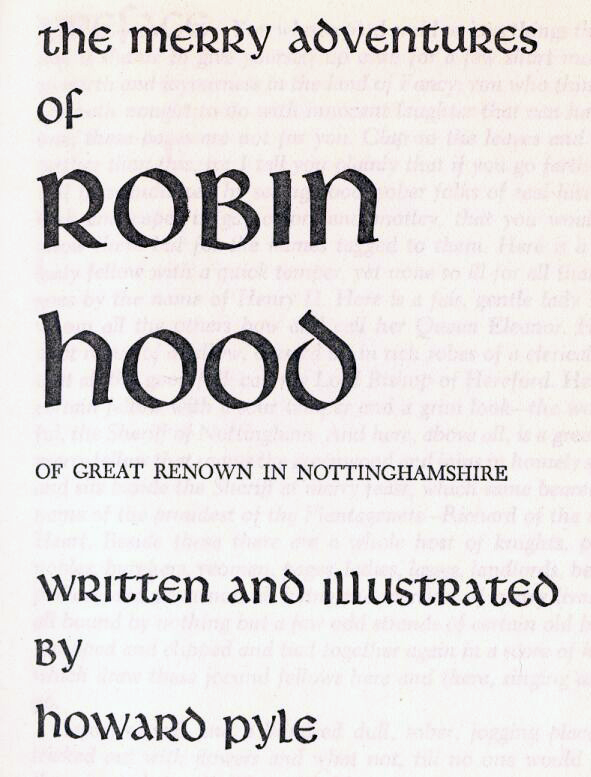
1883년 작, 하워드 파일의 로빈후드

가장 오래된 로빈 후드 이야기는 "로빈 후드와 수도승"이다. 1450년에 쓰인 짧은 원고인 이 이야기는 케임브리지 대학교에 보관되어 있다. 이 이야기에는 이미 많은 로빈 후드 전설에서 전형적인 줄거리가 된 지방 집정관과 로빈 후드의 대결이 나온다.
로빈 후드 이야기가 처음 책으로 엮인 것은 1475년경 발간된 《로빈 후드의 무용담》으로 한 명의 화자가 로빈 후드 이야기의 여러 에피소드를 들려 주는 형식으로 제작되었다. 1503년경 발간된 "로빈 후드와 포터"는 여러 면에서 "로빈 후드와 수도승"에 비해 발전된 형태를 띈다. 이야기는 보다 흥미진진해졌고 플롯의 흐름에서 로빈 후드의 활약은 완력으로 밀어부치기 보다는 속임수와 꾀를 이용하는 면이 부각되어 있다.
로빈 후드 이야기에서 무용담의 성격이 가장 강한 것은 《로빈 후드와 기스본의 가이》를 꼽을 수 있다. 여기에서는 "가난한 기사"의 무용담이라는 중세 문학의 특징이 두드러진다. 앞의 두 이야기와 함께 이 이야기들은 독자적으로 보존되어 왔으며 서로 다른 중세 전설의 전형을 보여 준다.
초기 이야기에서 로빈 후드의 성격은 가공되지 않은 거친 면과 성마른 점이 남아 있다. "로빈 후드와 수도승"에 등장하는 로빈 후드는 활쏘기 대회에서 리틀 존을 성급히 공격하며, 방앗간 아들 무치는 감옥에 갇힌 로빈 후드를 구출하기 위해 "어린 시종"을 쉽사리 죽인다. 초기 이야기에는 로빈 후드가 "가난한 자를 돕는" 장면이 등장하지 않는다. 오히려 《로빈 후드의 무용담》에서 로빈 후드는 그에게 걸린 불운한 기사에게 갚지 않을 것이 뻔한 돈을 꾸어달라고 요구한다. 이 이야기에서 로빈 후드는 그저 다음 차례로 걸려든 여행자가 가난한 사람이면 돈을 쥐어 주었을 뿐이다. 초기 이야기에서 로빈 후드의 일관된 방식은 숲에서 기다리다 지나가는 사람이 가난하지 않으면 약탈하고 가난하 자면 돈을 쥐어주는 것이었다. 이러한 그의 행동은 이야기 속에서 "좋은 무법자"로 칭송된다.
또한, 초기 속의 동료들 역시 근대의 개념인 평등적인 관계 보다는 중세적인 관계로 묶여 있다. 로빈 후드의 동료들은 로빈 후드에게 무릎 꿇고 복종한다. 로빈 후드가 당대의 사회 질서인 중세 봉건제에 적극적으로 저항했다고 보기는 어렵다. 그는 야비하고 인색한 적에 맞서 관대하고 예의바르며 경건한 성격을 보여준다. 한편, 육척봉은 초기 이야기에서 오직 수도승 만이 사용한다. 로빈 후드가 육척봉을 들고 나타나는 최초의 이야기는 18세기에 만들어진 《로빈 후드와 리틀 존》이다. 학자 중에는 로빈 후드 이야기에는 고대 로마의 자유인이 느낄 법한 봉건제에 대한 혐오가 바탕을 이루고 있다고 평가하기도 한다.
로빈 후드를 주제로 한 여러 발라드에는 로빈 후드의 동료들인 윌 스카렛, 방앗간 아들 무치, 커다란 덩치의 리틀 존과 같은 "호걸"들이 등장한다. 이들 외에도 많게는 백여명으로 여겨지는 로빈 후드의 호걸들 중에 중요 인물로는 《로빈 후드와 윌 스터틀리》, 《로빈 후드와 리틀 존》에 등장하는 윌 스터틀리, 《로빈 후드 무용담》에 수록된 〈로빈 후드와 금화살〉, 〈하얀 손을 가진 길버트〉에 등장하는 돈케스터의 데이비드, 《로빈 후드와 가수》에 등장하는 친절한 아서 등이 있다.
잉글랜드에 인쇄 기술이 들어온지 얼마 지나지 않은 때인 16세기 초반부터 로빈 후드의 발라드가 인쇄되기 시작하였다. 16세기 후반이 되자 로빈 후드는 록슬리의 로버트 또는 헌팅던 백작 로버트 피츠 우스 등과 같은 귀족으로 알려지게 되었다. 그 이전까지 로빈 후드의 신분은 작은 농지를 소유한 자유농으로 알려져 있었다.
최소한 15세기 초부터 로빈 후드는 5월 축제를 위한 가장 행렬의 주제가 되었다. 사람들은 로빈 후드나 그의 동료인 호걸로 분장하고 축제를 즐겼다. 헨리 8세 시대에는 귀족들도 로빈 후드 가장 행렬을 즐겼으며 엘리자베스 시대에 이르기까지 유행하였다. 이 시기 로빈 후드는 메이 킹의 상징이었다. 이와 더불어 메이 킹의 상대인 메이 퀸으로서 로빈 후드의 연인인 마리안이 부각되기 시작하였다. 1500년경 알렉산더 버클레이가 〈로빈 후드와 마리안의 결혼〉을 썼다. 그러나 로빈의 연인이 처음부터 마리안이었던 것은 아니다. 마리안이란 이름은 1280년대 만들어진 프랑스의 시곡 로빈과 마리안에서 따온 것이나 로빈의 연인에 대한 이야기는 그 이전부터 있었다. 초기 로빈 후드 이야기에서 로빈의 연인은 "양치기 소녀 클로리안"이었다.
16세기에 들어 로빈 후드 이야기의 시대 배경에 변화가 일어났다. 이전의 이야기에서 로빈 후드는 1272년부터 1377년 사이의 "에드워드 국왕"시절에 활약한 것으로 되어 있었으나 16세기가 되자 로빈 후드의 활약 시기는 그 보다 앞선 십자군 전쟁과 사자심왕 리처드의 시대인 1190년대로 여겨지게 되었다. 1521년 존 메이저가 《브리타니아의 주요 역사》에서 이와 같이 주장한 후 16세기 말에는 널리 받아들여지게 되었다.
시대 배경의 변화로 인해 로빈의 활약은 왕의 부재로 인한 부당한 통치권력에 대한 저항이라는 의미가 곁들여지게 되었다. 또한 16세기에 들어 로빈 후드의 이야기는 기존의 남성적인 무용담에서 발전하여 로멘스와 경건함이 중요시되기 시작하였다. "범죄자"라는 주인공의 입장은 이야기의 드라마를 더욱 강화하는 요소가 되었다.
1598년 안소니 먼데이가 로빈 후드 이야기를 바탕으로 희곡 《헌팅던 백작 로빈 후드의 최후》를 집필하여 1601년 공표하였다. 17세기에 들어 로빈 후드 이야기에는 새로운 등장인물인 음유시인 알렌어데일이 등장한다. 또한, 이 시기에 이르러 로빈 후드는 "부자들을 털어 가난한 자를 돕는" 자로 그려지기 시작한다.
18세기에 들어 만들어진 로빈 후드의 이야기는 보수적인 성향을 보였으며 보다 익살스런 이야기가 되었다. 이 시기에 만들어진 이야기에 등장하는 로빈 후드는 가수, 땜쟁이, 경비대원과 같은 인물에게 당하기 일쑤였다. 사실, 이 시기 이야기에 등장하는 인물들 중에 로빈 후드를 이겨보지 못한 것은 불운한 집정관 뿐이다. 이 시기 이야기 속의 로빈 후드는 종종 기민하게 행동하지만 조금은 얼간이 같이 그려져 있다.
빅토리아 시대인 1883년 하워드 필이 집필한 소설 《로빈 후드의 유쾌한 모험》은 여러 면에서 20세기의 로빈 후드 이야기에 영향을 주었다. 하워드 필의 소설에서 로빈 후드는 부자를 털어 가난한 자를 돕는 굳건한 박애주의자로 등장하며 그의 활동 무대는 지방을 넘어 전국적으로 확대된다. 여기에 덧붙여 노르만 왕조에 대항하는 색슨족의 영웅으로서 로빈 후드를 그리기 시작한 것은 자크 니콜라스 어거스틴 시에리의 역사 소설 《노르만의 잉글랜드 정복》(1825년)과 월터 스콧의 《아이반호》(1819년)에 등장한 이후부터이다. 이러한 과정을 거쳐 로빈 후드는 마침내 사자심왕 리처드로부터 "무법자의 왕이자 선량한 사람들의 공작"이라 불린 인물이 되었다.
20세기에 들어 로빈 후드는 원작의 이야기에 보다 살을 붙이게 되었다. 1938년 제작된 영화 《로빈 후드의 모험》에서 로빈 후드는 사자심왕 리처드가 십자군 원정을 간 사이 노르만 귀족에 대항하는 인물로 그려졌으며 이는 로빈 후드의 이미지를 더욱 고착시켰다. 1976년 영국과 미국이 합작하여 제작한 《영화 로빈 후드와 마리안》에서는 숀 코네리가 로빈 후드 역을 맡았으며 오드리 헵번이 마리안 역을 맡았다.
1980년대에 들어 영국의 HTV에서 제작한 텔레비전 드라마 《셔우드의 로빈 후드》에는 사라센인 나지르가 로빈 후드의 호걸 중 한 명으로 등장하였다. 이러한 설정은 1991년 케빈 코스트너가 주연한 영화 《로빈 후드:도둑의 왕자》와 2006년 BBC의 텔레비전 드라마 《로빈 후드》에서도 계속되었다.

## 문화에 등장하는 로빈 후드

### 문학
다음은 로빈 후드가 등장하는 문학 작품들이다.
- 셰익스피어의 희곡 《존왕》,1597년 작품
- 월터 스콧의 역사 소설 《아이반호》,1819년 작품

### 애니메이션
- '틴 타이탄'이라는 애니메이션에서는 로빈 후드에서 모티브를 가지고 온 주인공 캐릭터가 있다.

## 같이 보기
로빈 후드와 같이 부자에게서 빼앗아 가난한 자에게 나누어 준다는 의적 이야기는 여러 문화에서 살펴 볼 수 있다. 대한민국에서 널리 알려진 의적 이야기로는 다음과 같은 것들이 있다.
- 일지매
- 임꺽정
- 홍길동
- 장길산
- 로빈후드 효과
- 로빈후드세(영어판)
- 개인의 수복
- 빌헬름 텔

### 내용주
1. ↑  원문은 북과 남이나 한국어의 관용적 표현으로 바꾸었다.
2. ↑  9세기에서 14세기 사이에 잉글랜드 왕국에는 6명의 에드워드 국왕이 있었다.
3. ↑  기스본의 가이는 번번히 로빈 후드를 잡는데 실패하는 집정관의 부하이다

### 참조주
1. 1 2  로빈후드와 승려, 영어판 아동용 발라드(중세 영어)
2. 1 2 3 4 5 6 7 8  Dobson, R. B.; Taylor, John (1977). The Rymes of Robin Hood: An Introduction to the English Outlaw. Sutton Publishing. ISBN 0-7509-1661-3.
3. ↑  요크셔의 로빈훗 보관됨 2009-06-22 - 웨이백 머신, icons.org.uk
4. ↑  로빈 훗은 거처를 옮겼나? BBC
5. ↑  로빈 후드의 발소리 브란스데일의 무법자, Channel 4
6. 1 2 3 4 5 6 7 8 9  Holt, J. C. (1982). Robin Hood. Thames & Hudson. ISBN 0-500-27541-6.
7. ↑  Rot. Parl. v 16.
8. ↑  윌리엄 랭글랜드의 피어즈 플로우맨, 캠퍼스 중세 영어, 미시간 대학교
9. ↑  J R. Maddicott, "Sir Edward the First and the Lessons of Baronial Reform" in Coss and Loyd ed, Thirteenth century England:1 Proceedings of the Newcastle Upon Tyne Conference 1985, Boydell and Brewer, page 2
10. ↑  Luxford, Julian M. (2009). "An English chronicle entry on Robin Hood". Journal of Medieval History 35 (1): 70-76.
11. ↑  4막 1장 36 - 37 행
12. ↑  The Annotated Edition of the English Poets - Early ballads (London, 1856, p.70)
13. ↑  Wright, Thomas (1847). Songs and Carols, now first imprinted. Percy Society.
14. ↑  Hilton, R.H., The Origins of Robin Hood, Past and Present, No. 14. (Nov., 1958), pp. 30–44.
15. ↑  Dobson, R. B.; Taylor, John (1977). The Rymes of Robin Hood: An Introduction to the English Outlaw. Sutton Publishing.
16. ↑  Oxford Dictionary of Christian Names, EG Withycombe, 1950
17. ↑  D. Crook English Historical Review XCIX (1984) pp 530–34; discussed in Dobson & Taylor, pp xxi–xxii
18. ↑  Joseph Hunter, The Great Hero of the Ancient Minstrelsy of England: Robin Hood, his period, real character etc, Investigated and perhaps Ascertained, JR Smith, 1852.
19. ↑  노팅엄셔의 전설 로빈후드, BBC
20. ↑  J. R. Maddicott, "Edward the First and the Lessons of Baronial Reform" in Coss and Loyd ed, Thirteenth century England:1 Proceedings of the Newcastle Upon Tyne Conference 1985, Boydell and Brewer, page 2
21. ↑  로빈 후드와 수도승, 중세 영어판, Rechester.edu
22. ↑  로빈 후드와 수도승 해설, Rechester.edu
23. ↑  Ohlgren, Thomas, Robin Hood: The Early Poems, 1465–1560, (Newark: University of Delaware Press, 2007), "From Script to Print: Robin Hood and the Early Printers", pp 97–134
24. ↑  Singman, Jeffrey L Robin Hood: The Shaping of the Legend Published 1998, Greenwood Publishing Group, page 46, and first chapter as a whole. ISBN 0-313-30101-8
25. ↑  Allen W. Wright, 로빈 후드 이야기에 대한 안내, Boldoutlaw.com
26. ↑  Hilton, R.H., The Origins of Robin Hood, Past and Present, No. 14. (Nov., 1958), pp. 30–44. Available online at JSTOR
27. ↑  Jeffrey Richards, Swordsmen of the Screen: From Douglas Fairbanks to Michael York, p 190, Routledge & Kegan Paul, Lond, Henly and Boston, 1988
28. ↑  The Times (London), July 11, 1999
29. ↑  로빈후드:대중 영웅의 발전 보관됨 2008-12-07 - 웨이백 머신, 로체스터 대학교
30. ↑  박홍규, 의적 정의를 훔치다, 돌베게, 2006, 11쪽

## 참고 자료
- Barry, Edward (1832). Sur les vicissitudes et les transformations du cycle populaire de Robin Hood. Rignoux.
- Blamires, David (1998). Robin Hood: A Hero for All Times. J. Rylands Univ. Lib. of Manchester. ISBN 0-86373-136-8.
- Francis James Child, Child (1997). The English and Scottish Popular Ballads. 1–5. Dover Publications. ISBN 978-0-486-43150-5.
- Coghlan, Ronan (2003). The Robin Hood Companion. Xiphos Books. ISBN 0-9544936-0-5.
- Deitweiler, Laurie, Coleman, Diane (2004). Robin Hood Comprehension Guide. Veritas Pr Inc. ISBN 1-930710-77-1.
- Dixon-Kennedy, Mike (2006). The Robin Hood Handbook. Sutton Publishing. ISBN 0-7509-3977-X.
- Dobson, R. B.; Taylor, John (1977). The Rymes of Robin Hood: An Introduction to the English Outlaw. Sutton Publishing. ISBN 0-7509-1661-3.
- Doel, Fran, Doel, Geoff (2000). Robin Hood: Outlaw and Greenwood Myth. Tempus Publishing Ltd. ISBN 0-7524-1479-8.
- Green, Barbara (2001). Secrets of the Grave. Palmyra Press. ISBN 0-9540164-0-8.
- Hahn, Thomas (2000). Robin Hood in Popular Culture: Violence, Transgression and Justice. D.S. Brewer. ISBN 0-85991-564-6.
- Harris, P. V. (1978). Truth About Robin Hood. Linney. ISBN 0-900525-16-9.
- Hilton, R.H., The Origins of Robin Hood, Past and Present, No. 14. (Nov., 1958), pp. 30–44. Available online at JSTOR.
- Holt, J. C. (1982). Robin Hood. Thames & Hudson. ISBN 0-500-27541-6.
- Hutton, Ronald (1997). The Stations of the Sun: A History of the Ritual Year in Britain. Oxford University Press. ISBN 0-19-288045-4.
- Hutton, Ronald (1996). The Rise and Fall of Merry England: The Ritual Year 1400–1700. Oxford University Press. ISBN 0-10-285327-9 {{isbn}}의 변수 오류: 유효하지 않은 ISBN..
- Knight, Stephen T. (1994). Robin Hood: A Complete Study of the English Outlaw. Blackwell Publishers. ISBN 0-631-19486-X.
- Knight, Stephen T. (2005). Robin Hood: A Mythic Biography. Four Courts Press. ISBN 1-85182-931-8.
- Phillips, Helen (2003). Robin Hood: Medieval and Post-medieval. Cornell University Press. ISBN 0-8014-3885-3.
- Pollard, A. J. (2004). Imagining Robin Hood: The Late Medieval Stories in Historical Context. Routledge, an imprint of Taylor & Francis Books Ltd. ISBN 0-415-22308-3.
- Potter, Lewis (1998). Playing Robin Hood: The Legend as Performance in Five Centuries. University of Delaware Press. ISBN 0-87413-663-6.
- Pringle, Patrick (1991). Stand and Deliver: Highway Men from Robin Hood to Dick Turpin. Dorset Press. ISBN 0-88029-698-4.
- Ritson, Joseph (1832). Robin Hood: A Collection of All the Ancient Poems, Songs, and Ballads, Now Extant Relative to That Celebrated English Outlaw: To Which are Prefixed * * Historical Anecdotes of His Life. William Pickering. ISBN 1-4212-6209-6.
- Rutherford-Moore, Richard (1999). The Legend of Robin Hood. Capall Bann Publishing. ISBN 1-86163-069-7.
- Rutherford-Moore, Richard (2002). Robin Hood: On the Outlaw Trail. Capall Bann Publishing. ISBN 1-86163-177-4.
- Vahimagi, Tise (1994). British Television: An Illustrated Guide. Oxford University Press. ISBN 0-19-818336-4.
- Wright, Thomas (1847). Songs and Carols, now first imprinted. Percy Society.